# Rudi Fuchs

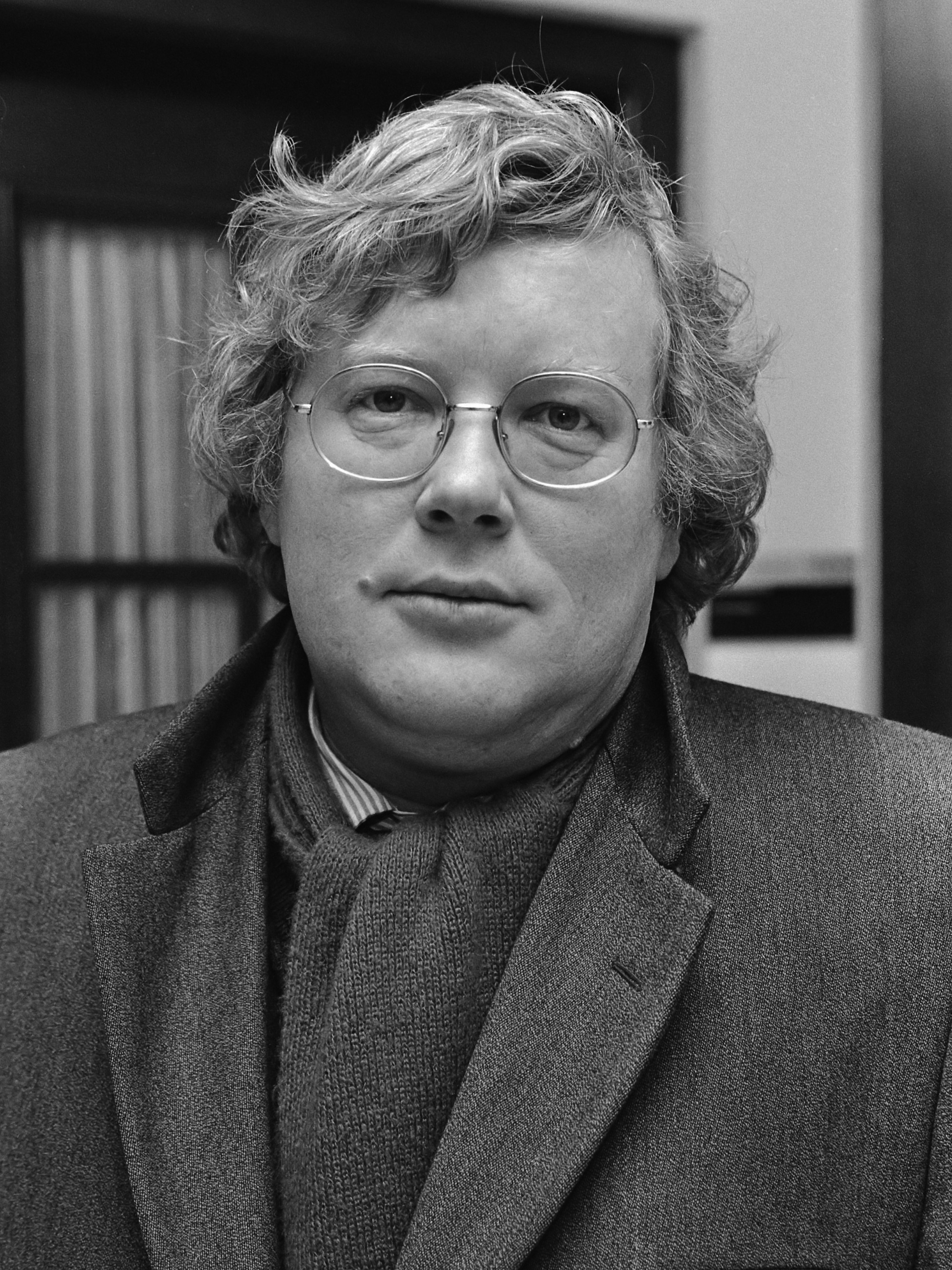
Rudi Fuchs (1985)

Rudolf Hermann Fuchs (* 28. April 1942 in Eindhoven) ist ein niederländischer Kunsthistoriker, Direktor von Kunstmuseen, Kurator und künstlerischer Leiter zahlreicher internationaler Kunstausstellungen.

## Leben
Fuchs graduierte 1967 in Kunstgeschichte an der Universität Leiden. Von 1962 bis 1975 war er journalistisch tätig, zuerst als Kunstkritiker für das Eindhovens Dagblad, später ab 1967 als Kunstkritiker für De Gids und das NRC-Handelsblad. 1975 wurde er Direktor des Van Abbemuseums in Eindhoven. Diese Stelle hatte Fuchs bis 1987 inne. 1982 erfolgte seine Berufung zum Künstlerischen Leiter der documenta 7 in Kassel. Von 1984 bis 1990 war Fuchs Künstlerischer Direktor des Castello di Rivoli – Museo d’Arte Contemporanea in Rivoli bei Turin.
1987 bis 1989 betätigte er sich als Kurator in den USA: Unter anderem in Minneapolis und Detroit; für das Guggenheim-Museum in New York und für das Museum of Contemporary Art (MCA) in Chicago. Ab 1987 war Fuchs Direktor des Gemeentemuseum Den Haag in Den Haag. Diese Position hatte er bis 1993 inne.
Im Jahr 1992 trat er als Organisator der Internationalen Skulptur-Ausstellung „Platzverführung“ in Stuttgart auf. 1993 bis 2003 leitete er als Direktor das Stedelijk Museum in Amsterdam. 1995 war er zudem Kurator der Ausstellung „Views from abroad“ für das Whitney Museum of American Art in New York und 1997 einer Ausstellung moderner holländischer und flämischer Kunst im Palazzo Grassi in Venedig. Am 1. Januar 2005 erhielt er einen Ruf als Professor am neu geschaffenen Lehrstuhl für Kunstpräsentation an der Universität von Amsterdam (UvA).
Rudi Fuchs hat und hatte zahlreiche Mitgliedschaften in Vorständen und Beiräten von Museen und Stiftungen inne, u. a.:
- Vorstand der Richard-Paul-Lohse-Stiftung, Zürich
- Vorstand Karel Appel Foundation, Amsterdam
- Beirat des Bonnefantenmuseum, Maastricht
- Beirat des Museums für Moderne Kunst, Santiago de Compostela
- Beirat der Galleria d’Arte moderna, Bologna
- Reform-Kommission des Museum für angewandte Kunst (MAK), Wien

Er ist Autor zahlreicher Veröffentlichungen über moderne und klassische Kunst.